# Gogoșari
Gogoșari è un comune della Romania di 2 008 abitanti, ubicato nel distretto di Giurgiu, nella regione storica della Muntenia.
Il comune è formato dall'unione di 4 villaggi: Drăghiceanu, Gogoșari, Izvoru, Rălești.
Il nome del villaggio è anche usato per indicare una delle varietà più comuni di peperone dolce, che costituisce l'ingrediente principale della tradizionale zacuscă.